# Poważne oskarżenie
Poważne oskarżenie (ang. Serious Charge) – brytyjski dramat filmowy z 1959 roku w reżyserii Terence'a Younga, zrealizowany na podstawie sztuki Philipa Kinga. Zdjęcia kręcono w Stevenage w hrabstwie Hertfordshire.
Pierwszy brytyjski film poruszający temat homoseksualizmu. Obraz opowiadał o młodym księdzu Howardzie Phillipsie (w tej roli Anthony Quayle) oskarżonym niesłusznie o molestowanie seksualne nastolatka Larry'ego Thompsona (Andrew Ray) nie wywołał jednak zainteresowania i pozostał bez medialnego echa.

## Obsada
- Anthony Quayle – ks. Howard Phillips
- Cliff Richard – Curley Thompson
- Percy Herbert – Pan Thompson
- Sarah Churchill – Hester Peters
- Andrew Ray – Larry Thompson
- Irene Browne – Phillips
- Noel Howlett – Peters
- Wilfrid Brambell – kościelny
- Liliane Brousse – Michelle
- Jean Cadell – kobieta z domu opieki